# Fridus Steijlen
Godefridus (Fridus) Ignatius Joseph Steijlen (1955) is een Nederlands voormalig hoogleraar antropologie aan de Vrije Universiteit Amsterdam (VU). Op 7 juli 2022 ging hij met emeritaat. Steijlen was gespecialiseerd in de Molukse migratie en cultuur. Hij was de eerste hoogleraar met die specialisatie.

## Biografie
Steijlen studeerde antropologie aan de Universiteit van Amsterdam, waar hij zijn doctoraat bedaalde. Nadien kreeg hij een positie aan de Erasmus Universiteit Rotterdam. Hij heeft in 2001 onderzoek in Japan verricht naar hoe de bevolking omging met het oorlogsverleden. In 2015 werd Steijlen lid van het comité Sawah Belanda, hetgeen hij combineerde met zijn baan als onderzoeker bij het Koninklijk Instituut voor Taal-, Land- en Volkenkunde, waar hij zich toelegde postkoloniale migratie en het huidige Indonesië.
In 2017 werd Steijlen benoemd tot bijzonder hoogleraar aan de VU. In zijn onderzoeken richtte hij zich op zogeheten etnische soldaten, Molukse soldaten die vanwege hun etniciteit gewild waren in het Koninklijk Nederlandsch-Indisch Leger (KNIL). Ook onderzocht hij de verbanden tussen Molukkers in Nederland en Indonesië en Nederlandse stichtingen daaromtrent. Hij pleitte tevens voor het sneller toelaten van asielzoekers.